# أندي رانكين
أندي رانكين (بالإنجليزية: Andy Rankin)‏ (11 مايو 1944 في المملكة المتحدة - 21 أغسطس 2023) هو لاعب كرة قدم بريطاني في مركز حراسة المرمى. شارك مع منتخب إنجلترا تحت 21 سنة لكرة القدم. أما مع النوادي، فقد لعب مع نادي إيفرتون ونادي واتفورد وهدرسفيلد تاون.

## وصلات خارجية
- أندي رانكين على موقع قاعدة بيانات كرة القدم.إي يو (الإنجليزية)